# 1:40-Stunden-Rennen von Long Beach 2024

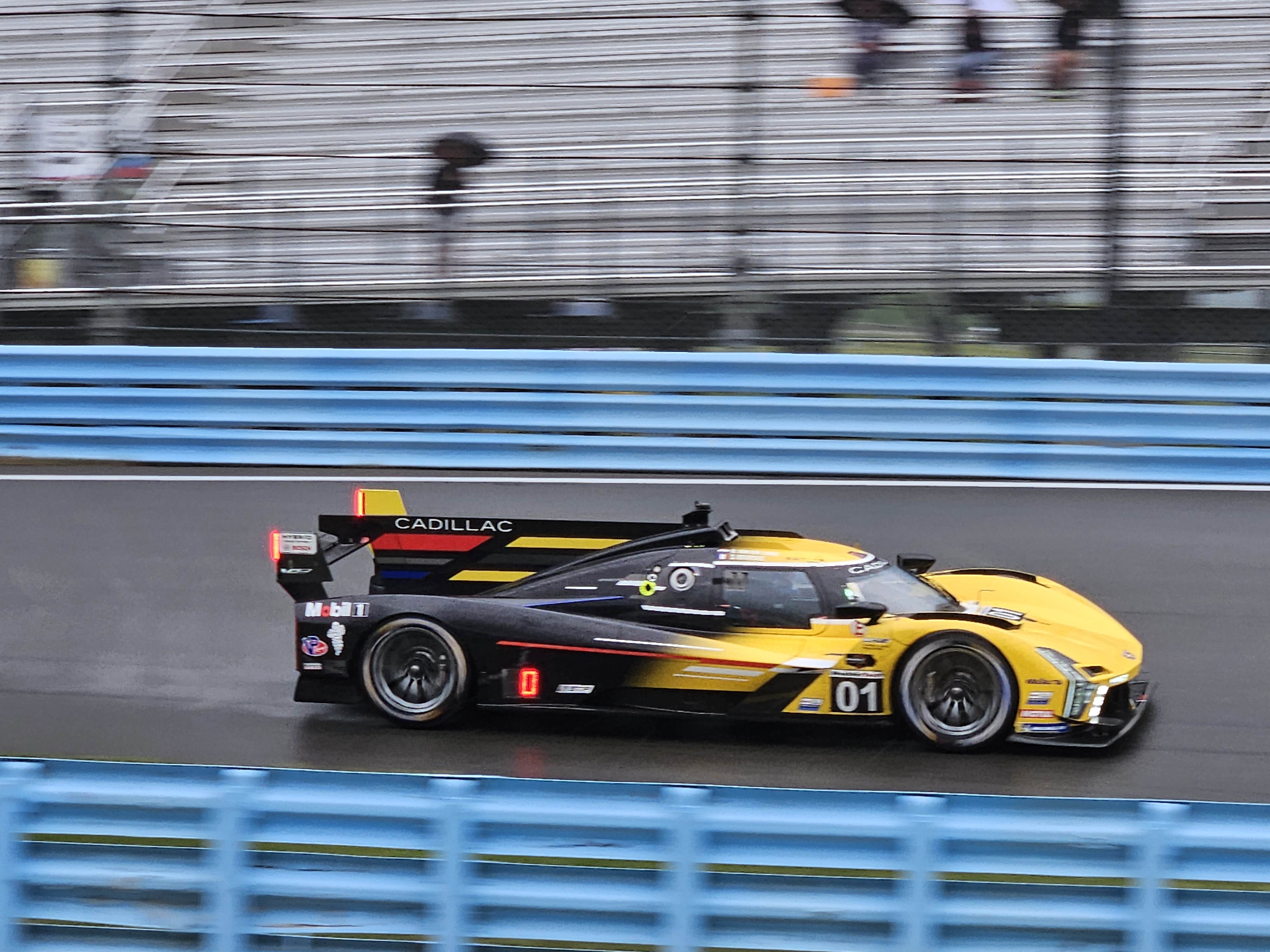
Cadillac V-Series.R mit der Startnummer 01, hier beim 6-Stunden-Rennen von Watkins Glen 2023; Siegerwagen von Sébastien Bourdais und Renger van der Zande

Das 1:40-Stunden-Rennen von Long Beach 2024, auch 2024 Acura Grand Prix of Long Beach, fand am 20. April auf dem Long Beach Grand Prix Circuit statt und war der dritte Wertungslauf der IMSA WeatherTech SportsCar Championship dieses Jahres.

## Das Rennen
Beim dritten Saisonlauf, dem ersten Sprintrennen des Jahres, waren erneut nur Fahrzeuge der GTP- und GTD-Klassen startberechtigt. Das gesamte Rennen dominierten die beiden Cadillac V-Series.R von Sébastien Bourdais/Renger van der Zande und Jack Aitken/Luís Felipe Derani die während der 100-Minuten-Fahrzeit immer in Führung lagen. Im Ziel hatten Bourdais und van der Zande 0,564 Sekunden Vorsprung auf den Wagen von Aitken und Derani. Die Rennentscheidung fiel beim einzigen notwendigen Boxenstopp, wo beim Cadillac von Bourdais/van der Zande im Unterschied zum Fahrzeug von Derani und Aitken kein Reifenwechsel stattfand. Diesen Zeitvorzeil nutzte van der Zande zur Führung, die er bis zum Fallen der Zielflagge nicht mehr abgab. 

## Ergebnisse

### Schlussklassement
| 1           | GTP | 01  | Cadillac Racing                     | Sébastien Bourdais Renger van der Zande | Cadillac V-Series.R              | 68 |
| 2           | GTP | 31  | Whelen Engineering Cadillac Racing  | Jack Aitken Luís Felipe Derani          | Cadillac V-Series.R              | 68 |
| 3           | GTP | 7   | Porsche Penske Motorsport           | Dane Cameron Felipe Nasr                | Porsche 963                      | 68 |
| 4           | GTP | 6   | Porsche Penske Motorsport           | Mathieu Jaminet Nick Tandy              | Porsche 963                      | 68 |
| 5           | GTP | 5   | Proton Competition Mustang Sampling | Gianmaria Bruni Mike Rockenfeller       | Porsche 963                      | 68 |
| 6           | GTP | 24  | BMW M Team RLL                      | Philipp Eng Jesse Krohn                 | BMW M Hybrid V8                  | 68 |
| 7           | GTP | 85  | JDC–Miller MotorSports              | Tijmen van der Helm Richard Westbrook   | Porsche 963                      | 68 |
| 8           | GTP | 10  | Wayne Taylor Racing with Andretti   | Filipe Albuquerque Ricky Taylor         | Acura ARX-06                     | 68 |
| 9           | GTD | 89  | Vasser Sullivan Racing              | Ben Barnicoat Parker Thompson           | Lexus RC F GT3                   | 65 |
| 10          | GTD | 96  | Turner Motorsport                   | Robby Foley Patrick Gallagher           | BMW M4 GT3                       | 65 |
| 11          | GTD | 32  | Korthoff Preston Motorsports        | Mikaël Grenier Mike Skeen               | Mercedes-AMG GT3 Evo             | 65 |
| 12          | GTD | 66  | Gradient Racing                     | Stevan McAleer Sheena Monk              | Acura NSX GT3 Evo22              | 65 |
| 13          | GTD | 55  | Proton Competition                  | Giammarco Levorato Corey Lewis          | Ford Mustang GT3                 | 65 |
| 14          | GTD | 13  | AWA                                 | Matthew Bell Orey Fidani                | Chevrolet Corvette Z06 GT3.R     | 65 |
| 15          | GTD | 57  | HTP Winward Motorsport              | Philip Ellis Russell Ward               | Mercedes-AMG GT3 Evo             | 65 |
| 16          | GTD | 45  | Wayne Taylor Racing with Andretti   | Danny Formal Kyle Marcelli              | Lamborghini Huracán GT3 Evo 2    | 65 |
| 17          | GTD | 43  | Andretti Motorsports                | Jarett Andretti Gabby Chaves            | Porsche 911 GT3 R (992)          | 65 |
| 18          | GTD | 28  | Flying Lizard Motorsports           | Elias Sabo Andy Lee                     | Aston Martin Vantage AMR GT3 Evo | 65 |
| 19          | GTD | 78  | Forte Racing                        | Misha Goikhberg Loris Spinelli          | Lamborghini Huracán GT3 Evo 2    | 65 |
| 20          | GTD | 34  | Conquest Racing                     | Albert Costa Manny Franco               | Ferrari 296 GT3                  | 65 |
| 21          | GTD | 86  | MDK Motorsports                     | Anders Fjordbach Kerong Li              | Porsche 911 GT3 R (992)          | 64 |
| Ausgefallen |     |     |                                     |                                         |                                  |    |
| 22          | GTP | 25  | BMW M Team RLL                      | Connor De Phillippi Nick Yelloly        | BMW M Hybrid V8                  | 61 |
| 23          | GTD | 27  | Heart of Racing Team                | Roman De Angelis Spencer Pumpelly       | Aston Martin Vantage AMR GT3 Evo | 51 |
| 24          | GTD | 12  | Vasser Sullivan                     | Frankie Montecalvo Jack Hawksworth      | Lexus RC F GT3                   | 41 |
| 25          | GTP | 40  | Wayne Taylor Racing with Andretti   | Louis Delétraz Jordan Taylor            | Acura ARX-06                     | 30 |
| 26          | GTD | 120 | Wright Motorsports                  | Adam Adelson Elliott Skeer              | Porsche 911 GT3 R (992)          | 8  |
| 27          | GTD | 70  | Inception Racing                    | Brendan Iribe Frederik Schandorff       | McLaren 720S GT3 Evo             | 7  |

### Nur in der Meldeliste
Zu diesem Rennen sind keine weiteren Meldungen bekannt.

### Klassensieger
| Klasse | Fahrer             | Fahrer               | Fahrzeug            | Platzierung im Gesamtklassement |
| ------ | ------------------ | -------------------- | ------------------- | ------------------------------- |
| GTP    | Sébastien Bourdais | Renger van der Zande | Cadillac V-Series.R | Gesamtsieg                      |
| GTD    | Ben Barnicoat      | Parker Thompson      | Lexus RC F GT3      | Rang 9                          |

### Renndaten
- Gemeldet: 27
- Gestartet: 27
- Gewertet: 21
- Rennklassen: 2
- Zuschauer: unbekannt
- Wetter am Renntag: warm und trocken
- Streckenlänge: 3,167 km
- Fahrzeit des Siegerteams: 1:40:07,318 Stunden
- Gesamtrunden des Siegerteams: 68
- Gesamtdistanz des Siegerteams: 215,356 km
- Siegerschnitt: unbekannt
- Pole Position: Luís Felipe Derani – Cadillac V-Series.R (#31) – 1:11,388 = 159,716 km/h
- Schnellste Rennrunde: Sébastien Bourdais – Cadillac V-Series.R (#01) – 1:12,626 = 156,993 km/h
- Rennserie: 3. Lauf zur IMSA WeatherTech SportsCar Championship 2024